# Let's Go, Go-Go White Sox
Let's Go, Go-Go White Sox is het clublied van de Chicago White Sox, een honkbalclub uit Chicago.
Het lied werd in 1959 geschreven door de oud-speler Al Trace en de muzikant Walter Jagiello. Het lied is gebaseerd op een nummer van het country-duo Captain Stubby and the Buccaneers.
Tot 2005 was het lied slechts sporadisch te horen. In juli 2005 werd het nummer gedraaid tijdens een wedstrijd tegen de Los Angeles Dodgers. Deze wedstrijd werd gewonnen door de White Sox, waardoor Let's Go, Go-Go White Sox een hit werd. Sindsdien wordt het iedere wedstrijd gedraaid. 